# Hornschuchia lianarum
Hornschuchia lianarum D.M.Johnson – gatunek rośliny z rodziny flaszowcowatych (Annonaceae Juss.). Występuje endemicznie w Brazylii – w stanie Bahia. 

## Morfologia
PokrójZimozielone drzewo lub krzew dorastające do 1,5–7 m wysokości.
LiścieMają owalny kształt. Mierzą 6–11 cm długości oraz 3–5 cm szerokości. Blaszka liściowa jest całobrzega o tępym wierzchołku.
KwiatySą pojedyncze, rozwijają się na szczytach pędów. Płatki mają białą barwę. Kwiaty mają po jednym owocolistku.
OwocePojedyncze. Mają odwrotnie jajowaty kształt. Osiągają 10 mm długości.

## Biologia i ekologia
Rośnie w częściowo zimozielonych lasach. Występuje na wysokości do 900 m n.p.m.